# San Rafael (Estados Unidos)

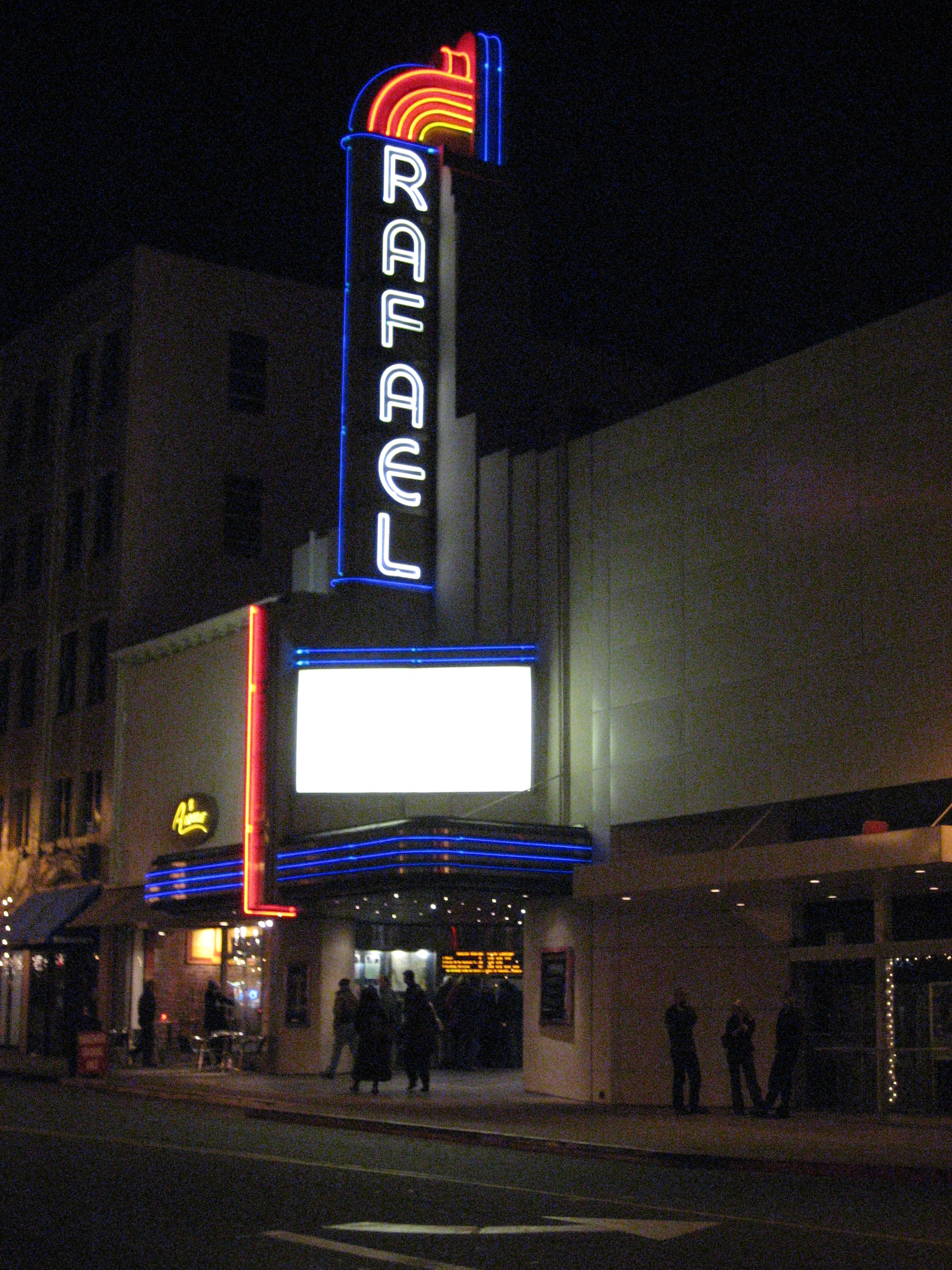
El "Christopher B. Smith Rafael Film Center", visto en la película American Graffiti.

San Rafael es una ciudad estadounidense ubicada en el estado de California. Es la sede del condado de Marin.

## Historia
Lo que es ahora San Rafael fue antes un sitio de la costa de Awani-wi, cerca del pueblo del Rafael, cerca de Tierra Linda y Shotomko-cha, en el bosque de Marin. La misión de San Rafael Arcángel fue fundada en la provincia novohispana colonial de la Alta California por el sacerdote Narciso Durán venido de la misión de San José, el padre Abella de la misión de San Francisco de Asís, el padre Luis Gil y Taboada de la Iglesia de Nuestra Señora Reina de los Ángeles y Fray Junípero Serra, superior de las misiones de California. La misión fue fundada el 4 de diciembre de 1817, cuatro años antes de que México obtuviera su independencia de España. La misión de San Rafael estaba a un día de camino en burro a la misión de San Francisco. La misión y la ciudad fueron nombradas en honor de san Rafael, quien es un ángel de sanación. La misión fue originalmente planeada como un sitio para establecer un hospital para el centro del valle para indígenas de la misión de San Francisco. El padre Luis Gil, que hablaba lenguas nativa americanas fue fundamental para lograr este objetivo. La misión tenía 300 indígenas conversos para 1822, y para 1828 ya había 1,140. El gobierno mexicano cerró las misiones en 1834, y en 1844 estaban completamente abandonadas y en ruinas. En 1949, la misión fue reconstruida de forma muy parecida a la original.

## Educación
La Biblioteca Gratuita del Condado de Marin gestiona la Biblioteca del Centro Cívico (Civic Center Library).